# Palimpsest
En palimpsest er et manuskript, pergamentrulle eller bog, der er blevet renset (skrabet, raderet og brugt igen. Ordet kommer gennem latin fra to græske rødder (palin (igen) + psên (skrabe)). Romerne skrev på voksbeklædte tavler, der kunne genbruges, og Cicero bruger ordet palimpsest om dem.

## Udviklingen af palimpsester
Pergament er lavet af dyreskind og er mere holdbart end papir og papyrus. Derfor er de fleste palimpsester der kendes i dag lavet af pergament, hvis popularitet voksede i Vesteuropa efter det 6. århundrede e.Kr. Også de steder hvor papyrus normalt blev brugt, var det mindre normalt at genbruge papyrus, da det er billigere end pergament. Nogle papyruspalimpsester har dog overlevet.
Som tiden går, dukker spor af det tidligere skrevne der er søgt fjernet, op igen. Det kan gøres bevidst ved at bruge mælk og havreklid, så de lærde kan se den underliggende tekst og dechiffrere den. I den senere middelalder blev den øvre tekst fjernet med pulveriseret pimpsten, hvorved skriften uopretteligt gik tabt. Derfor er de mest værdifulde palimpsester fra den tidligere middelalder.

## Moderne dechiffrering
Svært læselige rester blev tydet med det blotte øje før teknikkerne fra det 20. århundrede hjalp med at gøre teksterne læselige. Lærde fra det 19. århundrede brugte kemikalier til at fremhæve den overskrevne tekst på måder der kunne ødelægge palimpsesterne, fx ved at bruge galdeekstrakter eller ammonium hydrosulfat. Nu til dags bruges ultraviolet lys og fotografering, der skader palimpsesterne langt mindre. Supereksponerede fotografier udsat for forskellige lysspektre (en teknik kaldet MSI – multispectral imaging) kan genkalde en kontrast af falmet blæk mod pergamentet, der er så svag at den ikke kan ses med det blotte øje i normalt lys.
MSI – foretaget af forskere på Rochester Institute of Technology og Johns Hopkins University – har hjulpet til at genskabe 4/5 af Archimedes-palimpsesten. I den senere tid har Walters Art Museum, hvor palimpsesten ligger, fokuseret på en eksperimentel teknik til at gendanne den sidste femtedel. En af de mest succesrige teknikker har været røntgenfluorescensfotografering (en: x-ray fluorescence imaging) ved hvilken jernet i blækket afsløres.

## Nogle berømte palimpsester
- Den vel mest berømte palimpsest er Ciceros De Re Publica i uncialer (store dekorative bogstaver) fra det 4. eller 5. århundrede. Overskrevet med Augustins salmer i det 7. århundrede. Alle mente, at Ciceros De Re Publica var gået fuldstændig tabt, indtil det blev opdaget af Angelo Mai. Førsteudgaven udkom i 1822. Tilhører Vatikanbiblioteket.
- Codex Ephraemi Rescriptus, Bibliothèque nationale de France, Paris: dele af det Gamle og det Nye Testamente på græsk, antagelig fra det 5. århundrede er overskrevet med værker af Efraim Syreren i det 12. århundrede
- Et bind, der indeholder værker af Severus fra Antiokia skrevet i begyndelsen af det 9. århundrede, er skrevet på palimpsestark taget fra et manuskript fra det 6. århundrede, der indeholdt Iliaden og Lukasevangeliet (begge fra det 6. århundrede) og Euklids elementer (fra det 7. eller 8. århundrede). Tilhører British Library
- Et Plautus-stykke i grove kapitæler fra det 4. eller 5. århundrede overskrevet med dele af Biblen i det 9. århundrede. Tilhører det Ambrosianske Bibliotek.
- Frontos breve
- Archimedes-palimpsesten, et værk af den store matematiker Archimedes fra Syrakus på pergament i det 10. århundrede og overskrevet med en liturgisk tekst i det 12. århundrede.
- En unik græsk grammatisk tekst skrevet af Herodian til kejser Marcus Aurelius i det 2. århundrede.

## Eksterne links
- Ángel Escobar, El palimpsesto grecolatino como fenómeno librario y textual, Zaragoza 2006
- OPIB Virtual Renaissance Networks aktiviteter inkluderer at digitalisere europæiske palimpsester Arkiveret 18. oktober 2004 hos  Wayback Machine
- PBS NOVA: "Archimedes-palimpsestet"